# Uchwała lustracyjna
Uchwała lustracyjna – uchwała Sejmu przyjęta 28 maja 1992, zobowiązująca ówczesnego ministra spraw wewnętrznych Antoniego Macierewicza do ujawnienienia nazwisk posłów, senatorów, ministrów, wojewodów, sędziów i prokuratorów będących tajnymi współpracownikami Urzędu Bezpieczeństwa i Służby Bezpieczeństwa w latach 1945–1990. Uchwała nie dotyczyła współpracowników Wojskowej Służby Wewnętrznej.
Sposób wykonania tej uchwały doprowadził do odwołania rządu Jana Olszewskiego (zob. noc teczek). Okoliczności odwołania rządu stały się przedmiotem konfliktu między zwolennikami rządu Olszewskiego a opozycją z prezydentem Lechem Wałęsą na czele. Opozycja oskarżyła Jana Olszewskiego i Antoniego Macierewicza o wykorzystywanie uchwały lustracyjnej Sejmu do ratowania mniejszościowego rządu, a zwolennicy rządu zarzucili opozycji i prezydentowi, że doprowadzili do odwołania rządu, gdyż ten chciał dokonać lustracji osób pełniących funkcje publiczne.

## Okoliczności podjęcia uchwały lustracyjnej przez Sejm

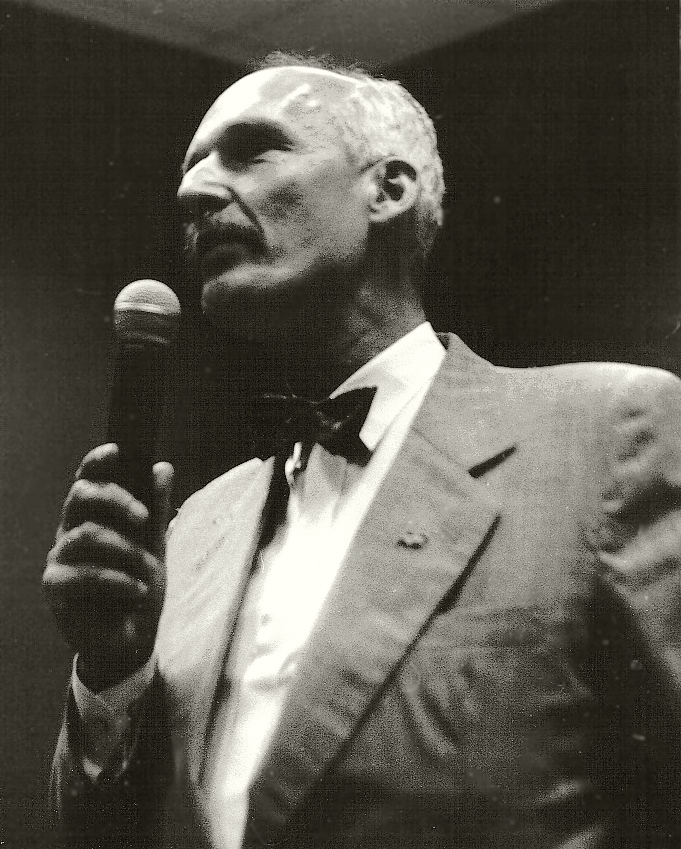
Janusz Korwin-Mikke, wnioskodawca projektu uchwały lustracyjnej

Rząd Jana Olszewskiego praktycznie od chwili swego powstania był rządem mniejszościowym (23 grudnia 1991, za powołaniem rządu głosowało 235 głosów, tj. nieznacznie powyżej 231 głosów; ten sukces rządu był możliwy dzięki głosom Polskiego Stronnictwa Ludowego, którego przedstawiciele nie weszli jednak do rządu i które nie było członkiem koalicji).
Kilkumiesięczne rozmowy Jana Olszewskiego z Unią Demokratyczną w sprawie poszerzenia koalicji załamały się w pierwszej połowie maja 1992. Równocześnie w drugiej połowie tego miesiąca zaostrzył się konflikt na linii Lech Wałęsa (ówczesny prezydent RP) – Jan Olszewski. Kulminacja tego konfliktu nastąpiła 23 maja 1992, gdy Sejm odwołał z rządu ministra obrony narodowej Jana Parysa po jego ostrym konflikcie z prezydentem. 24 maja 1992 Rada Unii Demokratycznej zwróciła się do klubu parlamentarnego tej partii, by wystąpił z wnioskiem o wotum nieufności dla rządu. 27 maja klub UD podjął w tej sprawie decyzję.
28 maja 1992 poseł Janusz Korwin-Mikke nieoczekiwanie zgłosił w Sejmie projekt uchwały lustracyjnej, która – na jego wniosek – została przyjęta w tym samym dniu. Za uchwałą głosowało 186 posłów (KPN, ZChN, PC, NSZZ „Solidarność”, PSL-PL, PChD, UPR), przeciw 15, a 32 wstrzymało się (głównie SLD). Posłowie UD bezskutecznie usiłowali nie dopuścić do podjęcia uchwały przez zerwanie kworum.
29 maja 1992 Jan Rokita w imieniu grupy 65 posłów Unii Demokratycznej, Kongresu Liberalno-Demokratycznego i Polskiego Programu Gospodarczego (tzw. mała koalicja) złożył w Sejmie wniosek o wotum nieufności dla gabinetu Jana Olszewskiego. Wnioskodawcy stawiali rządowi zarzuty dotyczące polityki gospodarczej. Głosowanie w sprawie odwołania rządu zaplanowano na 5 czerwca 1992.
29 maja 1992 eksperci sejmowi Zdzisław Galicki, Janusz Mordwiłko i Wojciech Sokolewicz wydali krytyczną opinię prawną nt. uchwały lustracyjnej z 28 maja 1992, stwierdzając, że została ona uchwalona sprzecznie z regulaminem Sejmu, zawiera nieprecyzyjne sformułowania oraz jest sprzeczna z prawem. Krytykę tę ci sami eksperci rozwinęli w opinii uzupełniającej z 2 czerwca 1992.
1 czerwca 1992 doszło do spotkania Tadeusza Mazowieckiego i Waldemara Pawlaka. „Pawlak zobowiązał się wobec Mazowieckiego, że PSL będzie głosował za wotum nieufności i w zamian za to Unia będzie głosowała za powierzeniem Pawlakowi misji tworzenia rządu, jeśli prezydent go wskaże – ale bez zobowiązania, że UD do gabinetu wejdzie”. Jednak „mała koalicja” nawet z posłami PSL i SLD miała za mało głosów do odwołania rządu. Decydująca była postawa KPN.
4 czerwca 1992 rano Antoni Macierewicz, sprawujący wówczas funkcję ministra spraw wewnętrznych, przedstawił w Sejmie tzw. listę Macierewicza z nazwiskami osób zarejestrowanych w archiwach po byłej SB jako tajni współpracownicy UB i SB. Wbrew brzmieniu uchwały lustracyjnej Macierewicz podkreślił, że nie są to nazwiska agentów, ale osób, które w archiwach SB zostały zarejestrowane jako agenci. Wbrew uchwale Sejmu lista nie obejmowała nazwisk wojewodów, sędziów i prokuratorów. Na liście były nazwiska ówczesnego prezydenta RP i ówczesnego Marszałka Sejmu, parlamentarzystów niemal ze wszystkich ugrupowań sejmowych, szefa doradców premiera, dwóch konstytucyjnych ministrów oraz 6 wiceministrów.
4 czerwca 1992 wieczorem Sejm podjął uchwałę o odwołaniu rządu Jana Olszewskiego. O upadku rządu zdecydowało stanowisko posłów KPN, którzy – jak powiedział w wystąpieniu sejmowym Adam Słomka – głosowali przeciwko rządowi, gdyż ten wykorzystał uchwałę lustracyjną do próby rozbicia jego partii.

## Uchwała lustracyjna w ocenie Trybunału Konstytucyjnego
Trybunał Konstytucyjny w Orzeczeniu z dnia 19 czerwca 1992 r., sygn. akt U 6/92 (OTK 1992, poz. 13) stwierdził niezgodność „uchwały lustracyjnej” z:
- art. 1 Konstytucji Rzeczypospolitej Polskiej z 1952 r. (w ujęciu z 1992 r.) przez naruszenie zasady demokratycznego państwa prawnego, a w szczególności przez niezapewnienie ochrony praw osoby ludzkiej i dopuszczenie do naruszenia jej godności, powodując tym samym niezgodność z art. 23 Ustawy z dnia 23 kwietnia 1964 r. – Kodeks cywilny (Dz.U. Nr 16, poz. 93) i art. 17 Międzynarodowego Paktu Praw Obywatelskich i Politycznych, otwartego do podpisu w Nowym Jorku dnia 19 grudnia 1966 r. (Dz.U. z 1977 r. nr 38, poz. 167),
- art. 1, art. 2 zdanie pierwsze oraz art. 23 ust. 4 Konstytucji Rzeczypospolitej Polskiej przez naruszenie zasady demokratycznego państwa prawnego, i zasady demokracji przedstawicielskiej,
- art. 3 Konstytucji Rzeczypospolitej Polskiej przez nałożenie na Ministra Spraw Wewnętrznych w drodze pozaustawowej obowiązku wkroczenia w sferę praw obywateli, a nadto przez nałożenie na Ministra Spraw Wewnętrznych obowiązku działania naruszającego obowiązujące ustawy,
- art. 12 Ustawy z dnia 6 kwietnia 1990 r. o Urzędzie Ochrony Państwa (Dz.U. Nr 30, poz. 180) oraz art. 21 Ustawy z dnia 6 kwietnia 1990 r. o Policji (Dz.U. Nr 30, poz. 179) przez nałożenie na Ministra Spraw Wewnętrznych w drodze uchwały obowiązku udzielania informacji, o których mowa w tych przepisach,
- art. 5 Ustawy z dnia 14 grudnia 1982 r. o ochronie tajemnicy państwowej i służbowej (Dz.U. Nr 40, poz. 271 z późn. zm.) przez stworzenie Ministrowi Spraw Wewnętrznych pozaustawowej podstawy kompetencyjnej zwalniającej go z obowiązku przestrzegania ustawy.

Stosowanie uchwały zawieszono na mocy Obwieszczenia Prezesa Trybunału Konstytucyjnego z dnia 19 czerwca 1992 r. o zawieszeniu stosowania uchwały Sejmu Rzeczypospolitej Polskiej z dnia 28 maja 1992 r. (M.P. Nr 20, poz. 157) z dniem 19 czerwca 1992 r., zaś Obwieszczeniem Prezesa Trybunału Konstytucyjnego z dnia 20 października 1992 r. o utracie mocy obowiązującej uchwały Sejmu Rzeczypospolitej Polskiej z dnia 28 maja 1992 r. (M.P. Nr 34, poz. 245) uchylono ją 20 października 1992. Od orzeczenia zdanie odrębne zgłosił sędzia Wojciech Łączkowski.